# César Keiser

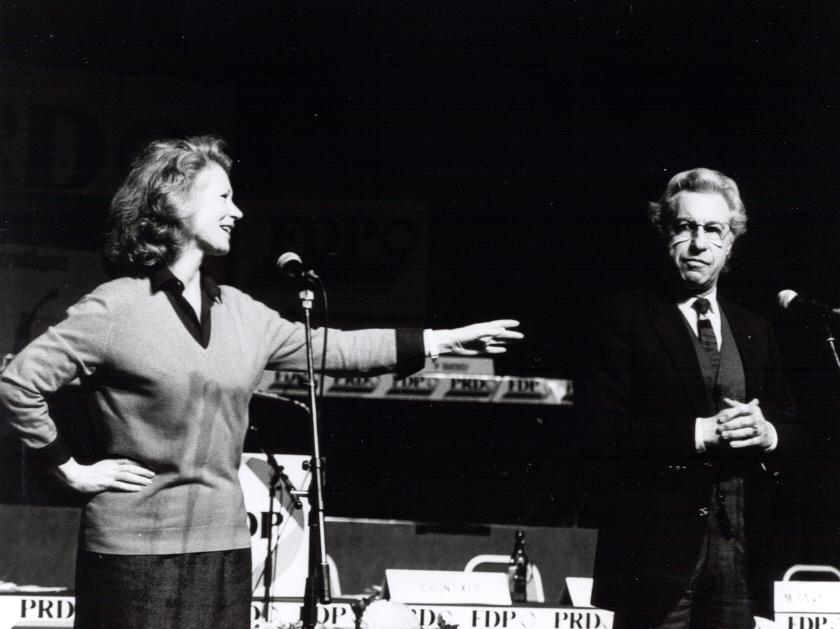
Margrit Läubli und Cés Keiser (1986)

César «Cés» Keiser (* 4. April 1925 in Basel; † 25. Februar 2007 in Zürich; eigentlich Hanspeter Keiser), Bürger von Basel und Zug, war ein Schweizer Kabarettist.

## Leben und Werk
César Keiser wuchs in Basel auf. Nach dem Gymnasium machte er an der Kunstgewerbeschule Basel eine Ausbildung zum Zeichenlehrer und spielte im Studentencabaret Kikeriki mit. 1951 wurde er ans Cabaret Fédéral nach Zürich geholt. Dort lernte er die Schauspielerin und Tänzerin Margrit Läubli kennen, die er 1956 heiratete. César Keiser arbeitete als Reisekorrespondent im Mittleren Osten und als Autor bei der Reklamefirma Cefi.

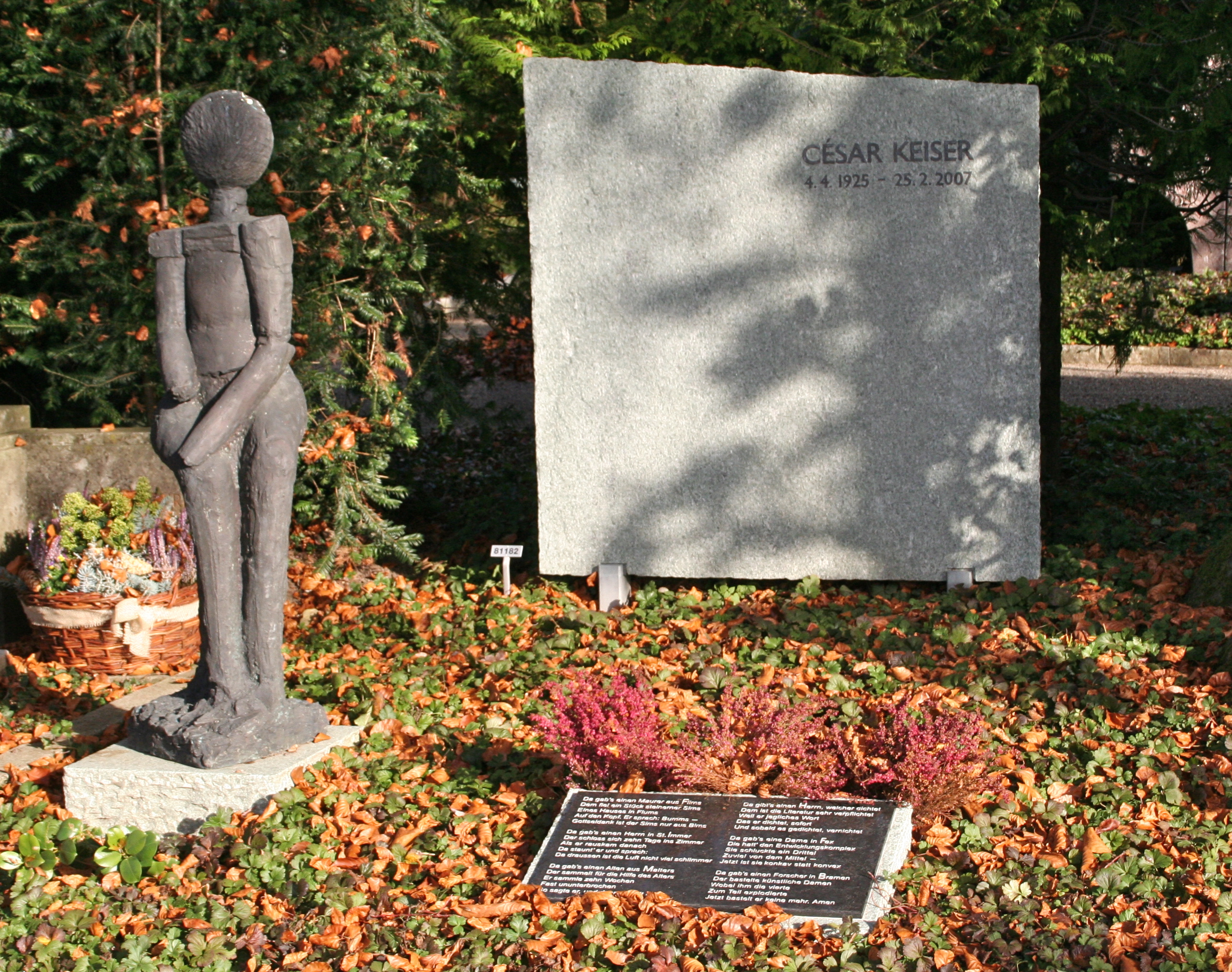
Keisers Grabstelle auf dem Friedhof Enzenbühl

Das Ehepaar hatte zwei Söhne, Kabarettist Lorenz (* 1959) und Mathis (* 1958). Ab 1962 traten César Keiser und Margrit Läubli gemeinsam in eigenen Cabaret-Produktionen auf. Keiser erhielt mehrmals Auszeichnungen der Literaturkommissionen der Stadt und des Kantons Zürich. 1990 erhielten Läubli und Keiser den grossen Cornichon-Preis der Oltner Kabarett-Tage, 1999 den Salzburger Ehrenstier in Leipzig, 2004 den Ehren-Prix Walo der Show-Szene Schweiz für ihr Lebenswerk.
César Keiser starb im Alter von 81 Jahren an Herzversagen. Seine Grabstätte findet sich auf dem Zürcher Friedhof Enzenbühl (FG 81182). Vor der Grabplatte sind einige seiner bekanntesten Limericks auf eine Steinplatte graviert.